# Cachucho

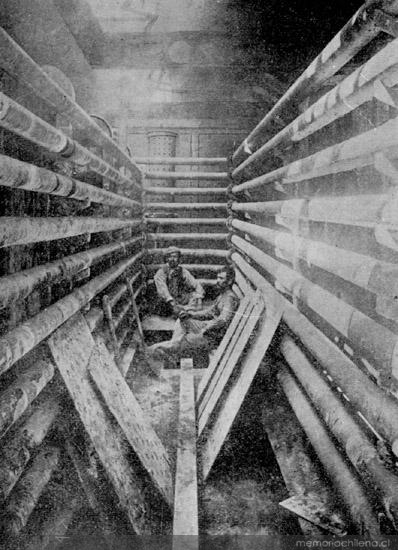
Cachucho en una oficina salitrera chilena en 1908

Un cachucho es un estanque de fierro de gran capacidad que se utilizaba a inicios del siglo XX en las oficinas salitreras de la zona norte de Chile para disolver el salitre chancado (es decir, triturado en las chancadoras) y el agua vieja, en un proceso conocido como lixiviación. En su interior poseía serpentines que eran calentados con vapor de calderas.